# Mistrzostwa Europy w Lekkoatletyce 1966 – sztafeta 4 × 400 m mężczyzn
Sztafeta 4 × 400 metrów mężczyzn była jedną z konkurencji rozgrywanych podczas VIII Mistrzostw Europy w Budapeszcie. Biegi eliminacyjne zostały rozegrane 3 września, a bieg finałowy 4 września 1966 roku. Zwycięzcą tej konkurencji została sztafeta Polski w składzie: Jan Werner, Edmund Borowski, Stanisław Grędziński i Andrzej Badeński. W rywalizacji wzięło udział czterdziestu dwóch zawodników z dziesięciu reprezentacji.

## Rekordy
| Rekord świata     | Stany Zjednoczone · (Robert Frey, Lee Evans, Tommie Smith, Theron Lewis)             | 2:59,6 | Los Angeles, USA    | 24.07.1966 |
| Rekord Europy     | Wielka Brytania · (Tim Graham, Adrian Metcalfe, John Cooper, Robbie Brightwell)      | 3:01,6 | Tokio, Japonia      | 21.10.1964 |
| Rekord mistrzostw | Niemcy · (Johannes Schmitt, Wilfried Kindermann, Hans-Joachim Reske, Manfred Kinder) | 3:05,8 | Belgrad, Jugosławia | 16.09.1962 |

## Wyniki

### Eliminacje
Bieg 1
| Miejsce | Reprezentacja   | Zawodnicy                                                                           | Czas   | Uwagi |
| ------- | --------------- | ----------------------------------------------------------------------------------- | ------ | ----- |
| 1       | RFN             | Jens Ulbricht, Manfred Kinder, Rolf Krüsmann, Friedrich Roderfeld                   | 3:07,1 | Q     |
| 2       | Wielka Brytania | John Adey, John Sherwood, Martin Winbolt-Lewis, Tim Graham                          | 3:07,2 | Q     |
| 3       | Węgry           | István Bátori, Gyula Rábai, László Horváth, István Gyulai                           | 3:07,9 | Q     |
| 4       | Czechosłowacja  | Josef Trousil, Josef Hegyes, Jaromír Haisl, Ladislav Kříž                           | 3:08,1 | Q     |
| 5       | ZSRR            | Hryhorij Swerbetow, Aleksandr Iwanow, Wasyl Anisimow, Borys Sawczuk                 | 3:09,3 |       |
| 6       | Grecja          | Nikolaos Regukos, Dimostenis Kutsulis, Konstantinos Mihailidis, Atanasios Wogiatsis | 3:14,2 |       |

Bieg 2
| Miejsce | Reprezentacja | Zawodnicy                                                               | Czas   | Uwagi |
| ------- | ------------- | ----------------------------------------------------------------------- | ------ | ----- |
| 1       | Polska        | Andrzej Badeński, Stanisław Grędziński, Edmund Borowski, Jan Werner     | 3:14,8 | Q     |
| 2       | NRD           | Wilfried Weiland, Michael Zerbes, Jochen Both, Günter Klann             | 3:17,0 | Q     |
| 3       | Francja       | Jean-Pierre Boccardo, Michel Samper, Robert Poirier, Jean-Claude Nallet | 3:17,4 | Q     |
| 4       | Włochy        | Sergio Bello, Bruno Bianchi, Roberto Frinolli, Furio Fusi               | 3:17,4 | Q     |

### Finał
| Miejsce | Reprezentacja   | Zawodnicy                                                               | Czas   | Uwagi |
| ------- | --------------- | ----------------------------------------------------------------------- | ------ | ----- |
| 1       | Polska          | Jan Werner, Edmund Borowski, Stanisław Grędziński, Andrzej Badeński     | 3:04,5 | CR    |
| 2       | RFN             | Friedrich Roderfeld, Jens Ulbricht, Rolf Krüsmann, Manfred Kinder       | 3:07,1 |       |
| 3       | NRD             | Jochen Both, Günter Klann, Michael Zerbes, Wilfried Weiland             | 3:05,7 | NR    |
| 4       | Francja         | Jean-Pierre Boccardo, Jean-Claude Nallet, Robert Poirier, Michel Samper | 3:05,7 | NR    |
| 5       | Wielka Brytania | John Adey, John Sherwood, Martin Winbolt-Lewis, Tim Graham              | 3:05,9 |       |
| 6       | Włochy          | Bruno Bianchi, Roberto Frinolli, Furio Fusi, Sergio Bello               | 3:06,5 | NR    |
| 7       | Czechosłowacja  | Josef Hegyes, Jaromír Haisl, Pavel Pěnkava, Josef Trousil               | 3:09,3 |       |
| 8       | Węgry           | László Horváth, Imre Nemesházi, Gyula Rábai, István Bátori              | 3:10,3 |       |